# Друшка
Друшка (на гръцки: Δροσιά, Дрося, до 1926 година Δρούσκα, Друска) е село в Република Гърция, в дем Воден (Вегоритида), област Централна Македония.

## География
Селото е разположено на 590 m надморска височина на 17 km западно от демовия център Воден (Едеса) и на около 3 km източно от Острово (Арниса), северно от Островското езеро.

## История

### Праистория и Античност
Край селото в местността Сарацина е разкрито неолитно селище. На хълма Градища има антично селище. В близост е разкрита и римска сграда, която вероятно е Mutatio ad Duodecim на Виа Егнация.

### В Османската империя
В 1848 година руският славист Виктор Григорович описва в „Очерк путешествия по Европейской Турции“ Дружко като българско село.
В „Етнография на вилаетите Адрианопол, Монастир и Салоника“, издадена в Константинопол в 1878 година и отразяваща статистиката на населението от 1873 година, Дружко (Droujko) е посочено като село във Воденска каза с 15 къщи и 83 жители българи.
В началото на ΧΧ век Друшка е село във Воденска кааза на Османската империя. Според статистиката на Васил Кънчов („Македония. Етнография и статистика“) в 1900 година в Друшка живеят 68 българи християни. Цялото християнско население е под върховенството на Българската екзархия. По данни на секретаря на екзархията Димитър Мишев („La Macédoine et sa Population Chrétienne“) в 1905 година в Дружка (Droujka) има 32 българи екзархисти.

### В Гърция
През Балканската война селото е окупирано от гръцки части и остава в Гърция след Междусъюзническата война. Боривое Милоевич пише в 1921 година („Южна Македония“), че Друшка има 3 къщи славяни християни. Част от българското му население се изселва и на негово място в 1922 година са настанени гърци бежанци. В 1926 година селото е прекръстено на Дрося.
В 1928 година селото е представено като смесено местно-бежанско с 14 бежански семейства и 47 души бежанци, а според други данни от 67 жители само 3 са местни. В селото постепенно се заселват местни жители от околните села. От 152 жители в 1940 година 66 са местни, а 86 - бежанци. Според статистиката на Народоосвободителния фронт в 1947 година в селото има 73 местни и 101 бежанци.
| Година    | 1913 | 1920 | 1928 | 1940 | 1951 | 1961 | 1971 | 1981 | 1991 | 2001 | 2011 | 2021 |
| --------- | ---- | ---- | ---- | ---- | ---- | ---- | ---- | ---- | ---- | ---- | ---- | ---- |
| Население | 56   | 14   | 67   | 152  | 178  | 174  | 97   | 55   | 100  | 68   | 33   | 21   |